# Штайндорф, Уте
Уте Штайндорф (нем. Ute Steindorf; род. 26 августа 1957, Вольфен, Саксония-Анхальт) — немецкая гребчиха, выступавшая за сборную ГДР по академической гребле в конце 1970-х — начале 1980-х годов. Чемпионка летних Олимпийских игр в Москве, трёхкратная чемпионка мира, победительница многих регат национального и международного значения. 

## Биография
Уте Штайндорф родилась 26 августа 1957 года в городе Вольфен, ГДР. Проходила подготовку в Лейпциге в спортивном клубе DHfK Leipzig.
Впервые заявила о себе в гребле в 1975 году, выиграв серебряную и бронзовую медали на Спартакиаде ГДР. Являлась запасной гребчихой в команде ГДР во время Олимпийских игр 1976 года в Монреале, однако в конечном счёте её участие здесь не потребовалось.
Первого серьёзного успеха на взрослом международном уровне добилась в сезоне 1977 года, когда вошла в основной состав восточногерманской национальной сборной и побывала на чемпионате мира в Амстердаме, откуда привезла награду золотого достоинства, выигранную в зачёте распашных рулевых восьмёрок.
В 1978 году одержала победу в безрульных двойках на мировом первенстве в Карапиро.
На чемпионате мира 1979 года в Бледе вновь была лучшей в программе безрульных двоек.
Благодаря череде удачных выступлений удостоилась права защищать честь страны на летних Олимпийских играх 1980 года в Москве — вместе с напарницей Корнелией Клир обошла всех соперниц в безрульных двойках и тем самым завоевала золотую олимпийскую медаль. За это выдающееся достижение по итогам сезона была награждена орденом «За заслуги перед Отечеством» в серебре.
После московской Олимпиады Штайндорф ещё в течение некоторого времени оставалась в составе гребной команды ГДР и продолжала принимать участие в крупнейших международных регатах. Так, в 1981 году она выступила на чемпионате мира в Мюнхене, где заняла в восьмёрках пятое место.
В 1982 году на мировом первенстве в Люцерне стала бронзовой призёркой в восьмёрках, пропустив вперёд только команды из СССР и США.